# Change Your Life (Little Mix)
Change Your Life è un singolo del girl group britannico Little Mix, pubblicato nel 2013 ed estratto dall'album DNA. Il video conta più di 100 milioni di visualizzazioni.

## Tracce
- EP digitale

1. Change Your Life (Single Mix)– 3:21
2. Change Your Life (Sonny J Mason Radio Mix) – 4:21
3. Change Your Life (Bimbo Jones Radio Edit) – 2:48
4. Change Your Life (Instrumental) – 3:20

## Classifiche
| Classifica (2013) | Posizione massima |
| ----------------- | ----------------- |
| Regno Unito       | 12                |